# Тома, Светлана Андреевна
Светла́на Андре́евна То́ма (настоящая фамилия — Фомичёва, рум. Svetlana Toma (Fomiciova), род. 24 мая 1947 года, Кишинёв, Молдавская ССР) — советская, молдавская и российская актриса. Заслуженная артистка Молдавской ССР (1979), заслуженная артистка Российской Федерации (2001), народная артистка Республики Молдова (2008).
Получила международную известность благодаря главной роли в фильме Эмиля Лотяну «Табор уходит в небо», принёсшим актрисе большой успех и признание у зрителей; права на показ картины купили 112 стран.
Артистический псевдоним актрисы обычно произносится с ударением на первом слоге — То́ма. Сама актриса, однако, указывает, что исходно Тома́ (с ударением на втором слоге) была фамилией её прабабушки по материнской линии, французского происхождения.

## Биография
Родилась 24 мая 1947 года в Кишинёве в русско—еврейской семье. Отец — Андрей Васильевич Фомичёв (8 октября 1913 — ?), родом из деревни Сомовка Добринского района Липецкой области, участник Великой Отечественной войны, был председателем колхоза «Правда» в Бельцком районе МССР. Мать — Идес Шойловна (в быту Ида Сауловна) Сухая (29 декабря 1913 — 27 апреля 1987) — в 1930-е годы была участницей коммунистического подполья (связной) в Бессарабии; вместе с сёстрами Бертой, Сарой, Ревеккой, Адой и Анной она держала в подвале своего дома склад запрещённой литературы. Родители познакомились во время учёбы отца в Кишинёвском сельскохозяйственном институте, где мать работала секретарём.
В 1965 году окончила среднюю школу № 16 в Бельцах, в 1969 году актёрское отделение Кишинёвского института искусств им. Г. Музическу (руководитель курса — Надежда Степановна Аронецкая). Этот курс параллельно по специальной программе обучался в ЛГИТМиКе. Снималась во многих фильмах молдавского, в дальнейшем российского, режиссёра Эмиля Лотяну. Известные фильмы — «Красные поляны» (1965), «Лаутары» (1972), «Табор уходит в небо» (1976) (роль цыганки Рады), «Анна Павлова» (1983).
Член КПСС с 1978 года.
Снималась у других известных режиссёров: В. Я. Венгеров — «Живой труп» (1968), Я. Б. Фрид — «Благочестивая Марта» (1982), П. Г. Чухрай — «Люди в океане» (1979), В. П. Басов — «Семь криков в океане» (1981), В. Б. Ахадов — «Семейные дела Гаюровых» (1974), Р. М. И. Ибрагимбеков — «Соло для баритона с оркестром» (1977).
В 1990-х годах выступала с большой концертной программой, а также гастролировала с антрепризой.

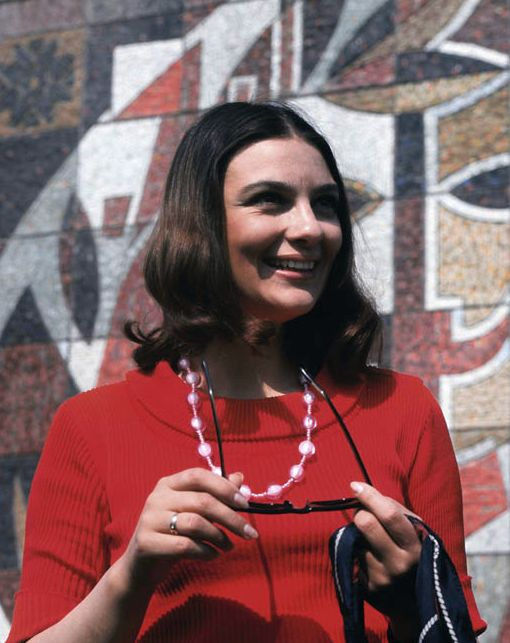
Светлана Тома, конец 1960-х годов

В 1999 году вместе с другими артистами приняла участие в проекте Виктора Мережко и композитора Евгения Бедненко «Поют звёзды театра и кино», где выступила как исполнительница песен ретро. Итогом проекта стали концерты и компакт-диск, выпущенный в США и на «Радио МПС».
Участвует в спектакле «Заложники любви» (антреприза, драм. Наталья Демчик, реж. Геннадий Шапошников, продюсерский центр «Руссарт»), с 2019 года — в спектакле МОГТЮЗ «Карусель».

## Личная жизнь и семья
Первый муж — Олег Лачин (1947—1972), актёр, сокурсник в Кишиневском институте искусств. Погиб в апреле 1972 года. Дочь — Ирина Лачина (род. 1971 или 1972), актриса. Внучка — Мария Олеговна Будрина (род. 1991), актриса.
Второй муж (2000—2005) — Андрей Вишневский (род. 1965), драматург.
Тётя (сестра матери) — Сара Сауловна Сухая, активистка просоветского подпольного коммунистического движения в довоенной Бессарабии. 16 ноября 1933 года Сара Сухая была осуждена на десять лет тюремного заключения и 100 тысяч леев штрафа; срок отбывала в «Дофтане». В 1950—1960-е годы работала редактором и заведующей отделом в Государственном издательстве политической литературы (рум. Editura de Stat pentru Literatură Politică) в Бухаресте.
В 1964—1967 и 1972—1977 годах состояла в отношениях с Эмилем Лотяну (1936—2003).

## Признание и награды
России:
- Орден Дружбы (3 мая 2018 года) — за большие заслуги в развитии отечественной культуры и искусства, многолетнюю плодотворную деятельность[31].
- Заслуженная артистка Российской Федерации (15 мая 2001 года) — за заслуги в области искусства[10].

Молдавии:
- Медаль «За гражданские заслуги» (14 ноября 1995 года) — за значительный вклад в развитие национального киноискусства, создание ярких художественных и хроникально-документальных фильмов, высокий профессионализм[32].
- Народная артистка Молдавии (26 ноября 2008 года) — за долголетнюю плодотворную творческую деятельность, значительный вклад в пропаганду культурных ценностей и высокохудожественное исполнительское мастерство[33].
- Заслуженная артистка Молдавской ССР (1979).

## Фильмография
| Год  |   | Название                                       | Роль                                      |
| ---- | - | ---------------------------------------------- | ----------------------------------------- |
| 1966 | ф | Красные поляны                                 | Илуцэ (Иоанна)                            |
| 1968 | ф | Живой труп                                     | Маша                                      |
| 1969 | ф | Это мгновение                                  | француженка                               |
| 1972 | ф | Лаутары                                        | Рамина                                    |
| 1973 | ф | Родной дом                                     | Иляна                                     |
| 1973 | ф | Дом для Серафима                               | Софийка                                   |
| 1975 | ф | Семейные дела Гаюровых                         | Айша Сафаровна, директор сельской школы   |
| 1976 | ф | Случай на фестивале                            | Виорика                                   |
| 1976 | ф | Братушка                                       | Марыка                                    |
| 1976 | ф | Табор уходит в небо                            | Рада                                      |
| 1977 | ф | Корень жизни                                   | Грета Гаевская, студентка 4-го курса      |
| 1978 | ф | Мой ласковый и нежный зверь                    | цыганка Тина                              |
| 1978 | ф | Подозрительный                                 | Сабурова                                  |
| 1979 | ф | Ждите связного                                 | Светлана                                  |
| 1979 | ф | Я хочу петь                                    | Родика                                    |
| 1979 | ф | Прерванная серенада                            | Марьям                                    |
| 1979 | ф | Здравствуйте, я приехал!                       | Вероника                                  |
| 1980 | ф | Благочестивая Марта                            | донья Лусия, младшая сестра доньи Марты   |
| 1980 | ф | Люди в океане                                  | Катя                                      |
| 1981 | ф | Тайна записной книжки                          | Наташа                                    |
| 1982 | ф | Кто стучится в дверь ко мне?                   | Нина                                      |
| 1982 | ф | У чёртова логова                               | Аница                                     |
| 1982 | ф | Падение Кондора                                | Мария                                     |
| 1983 | ф | За синими ночами                               | Тая                                       |
| 1983 | ф | Ратили                                         | Энрике Мазаччо, певица                    |
| 1984 | ф | Капитан Фракасс                                | Серафина                                  |
| 1984 | ф | Как стать знаменитым                           | эпизодическая роль                        |
| 1983 | ф | 1986 — Анна Павлова                            | мать Анны Павловой                        |
| 1986 | ф | Дикий ветер                                    | русская пленная                           |
| 1986 | ф | Семь криков в океане                           | Мерседес                                  |
| 1987 | ф | Лучафэрул                                      | Вероника                                  |
| 1987 | ф | Мои цыгане                                     | Оксана                                    |
| 1988 | ф | Западня                                        | Мария                                     |
| 1988 | ф | История одной бильярдной команды               | Леонора                                   |
| 1989 | ф | Без надежды надеюсь                            | Имя персонажа не указано                  |
| 1989 | ф | Сувенир для прокурора                          | Самсонова                                 |
| 1989 | ф | Вдвоём на грани времени                        | Имя персонажа не указано                  |
| 1990 | ф | Дина                                           | Светлана Ивановна                         |
| 1991 | ф | Игра в смерть, или Посторонний                 | Эльвира                                   |
| 1991 | ф | Блуждающие звёзды                              | Лея                                       |
| 1991 | ф | Линия смерти                                   | Елена Михайловна Серова, жена дипломата   |
| 1994 | ф | Поезд до Бруклина                              | Евгения Ивановна                          |
| 1995 | ф | Будем жить                                     | дама под вуалью                           |
| 1999 | ф | Поклонник                                      | Маргарита Борисовна                       |
| 2001 | с | Воровка                                        | Надежда                                   |
| 2001 | с | Леди Бомж                                      | Нина Туманская, жена Семёна               |
| 2003 | с | Бедная Настя                                   | Сычиха                                    |
| 2003 | ф | С Новым годом! С новым счастьем!               | Имя персонажа не указано                  |
| 2004 | ф | Прощальное эхо                                 | регистратор в ЗАГСе                       |
| 2005 | ф | 2006 — Люба, дети и завод...                   | тётя Тома                                 |
| 2007 | с | Завтрашние заботы                              | Имя персонажа не указано                  |
| 2007 | ф | Родные и близкие                               | Наталья                                   |
| 2009 | ф | Фонограмма страсти                             | мама Виты                                 |
| 2010 | ф | Подарок судьбы                                 | мать Марины                               |
| 2010 | ф | Девичник                                       | Людмила Павловна                          |
| 2012 | с | Развод                                         | Людмила Ивановна, мать Ромы               |
| 2012 | с | Ералаш (выпуск № 274, сюжет «Первое свидание») | бабушка Насти                             |
| 2014 | ф | 9 дней и одно утро                             | тётя Лена, воспитательница в детском доме |
| 2016 | ф | Джинн                                          | Галина Георгиевна                         |
| 2018 | с | Чисто московские убийства-2                    | Софья, владелица Дома моды                |
| 2020 | с | Шифр                                           | Зинаида Ивановна                          |
| 2021 | с | Струны                                         | Инесса Павловна                           |

## Комментарии
1. ↑  В СМИ иногда встречается неверная дата — 24 марта 1947 года[7][8][9].